# Eriothymus rubiaceus
Eriothymus es un género monotípico de plantas de flores perteneciente a la familia Lamiaceae. Su única especie: Eriothymus rubiaceus J.A.Schmidt, es originaria de Brasil en Minas Gerais.

## Taxonomía
Eriothymus rubiaceus fue descrita por (Benth.)  J.A.Schmidt y publicado en Fl. Bras. 8: 171 1858.
Sinonimia
- Keithia rubiacea Benth., Labiat. Gen. Spec.: 410 (1834).
- Hedeoma rubiacea (Benth.) Briq. in H.G.A.Engler & K.A.E.Prantl, Nat. Pflanzenfam. 4(3a): 294 (1896)[1]